# Musée des Beaux-Arts et de la Dentelle

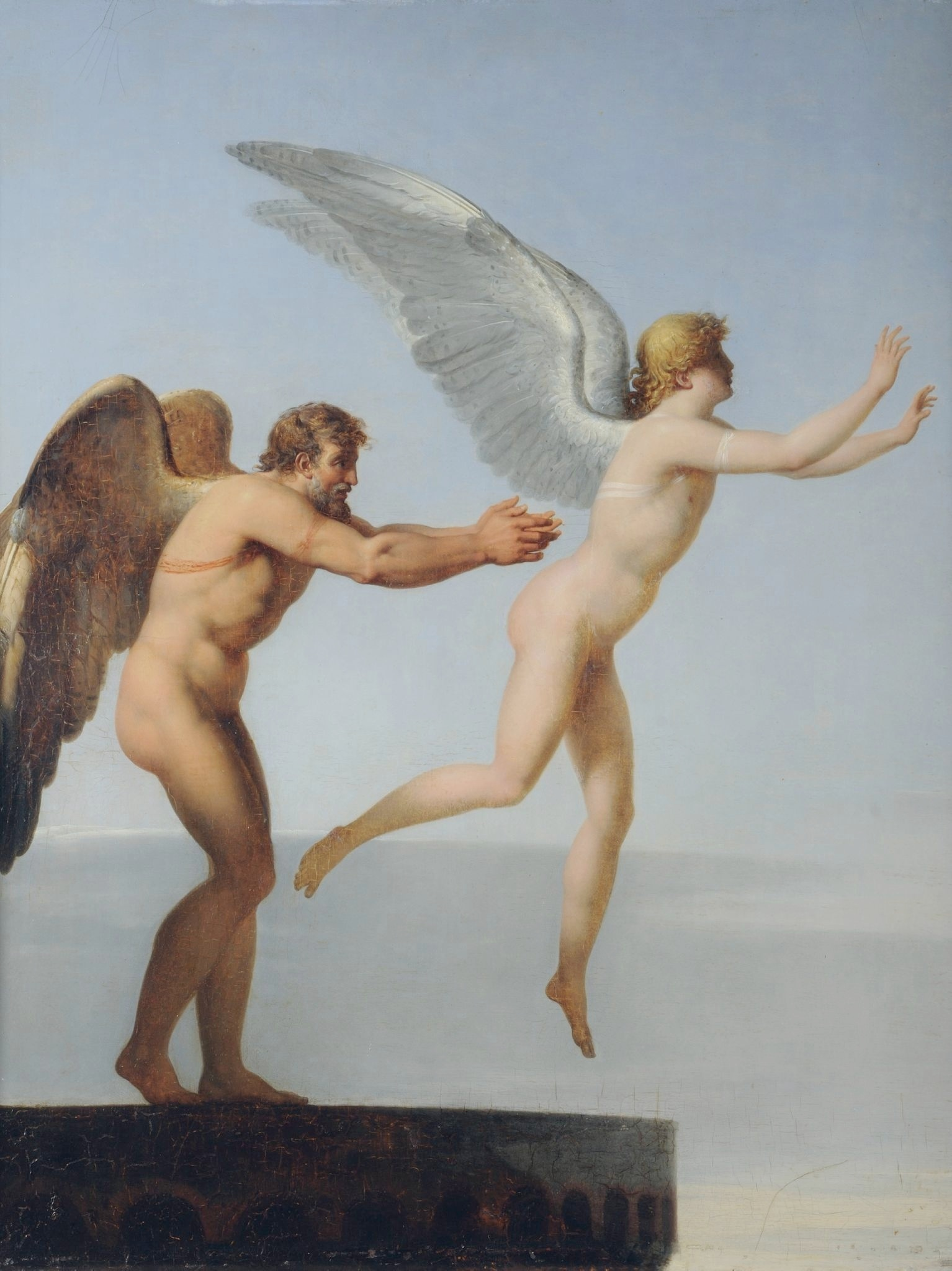
Dädalus und Ikarus (Dédale et Icare), Öl auf Leinwand, 1799. Alençon, Musée des Beaux-Arts et de la Dentelle

Das Musée des Beaux-Arts et de la Dentelle (Museum der schönen Künste und Spitzen) ist ein kunsthistorisches, volks- und völkerkundliches Museum in der französischen Stadt Alençon im Département Orne. Es hat den Status eines Musée de France.

## Geschichte und Sammlungen
Die Anfänge des Museums reichen bis in das Jahr 1857 zurück. Untergebracht ist es im ehemaligen Jesuitenkolleg am Rande der Altstadt. Im Erdgeschoss finden Wechselausstellungen statt. Die Gemäldegalerie umfasst eine Sammlung niederländischer, italienischer und französischer Malerei des 15. bis 20. Jahrhunderts, darunter Werke von Charles Paul Landon, Henri Fantin-Latour, Gustave Courbet, Eugène Boudin sowie regionaler Künstler wie Jacques-Edmond Leman, Jean-Jacques François Monanteuil, Gaston La Touche, Charles Léandre und Malern der Schule von Saint-Céneri. Die zweite Etage ist der örtlichen und europäischen Spitzenkunst gewidmet und zeigt Arbeiten unter anderem aus Venedig, Mailand und Brüssel. Die Spitzenherstellung am Point d’Alençon wurde 2010 als immaterielles Welterbe der UNESCO anerkannt.
Ein dritter Bereich umfasst die ethnographische Sammlung des Typographen Adhémard Leclère, der von 1886 bis 1911 bei der französischen Verwaltung in Indochina diente und sich während seines Aufenthalts in Südostasien dem Studium der Khmer-Kultur widmete. Nach seiner Rückkehr nach Frankreich überließ er seine Sammlung dem Museum. Der Bestand umfasst neben Fotografien buddhistische und animistische Kultobjekte sowie archäologische und ethnografische Sammlungsstücke.